# Вулиці Могилева-Подільського
Перелік вулиць та площ міста над Дністром, тобто Могилів-Подільський.

### 0—9
- 8 Березня вул..
- ІІІ Гвардійська вул..

### А
- Академіка Заболотного вул.

### Б
- Баранова вул..
- Будівельників вул..
- Буянова вул.

### В
- Ватутіна вул.
- Вокзальний 1-й провул.
- Вокзальний 2-й провул.
- Вокзальний 3-й провул.
- Верхня Вокзальна вул.
- Верхня Зарічна вул..
- Верхня Пушкінська вул..
- Виноградна вул.
- Виноградний провул.
- Володимирська вул.

### Г
- Гагаріна вул..
- Гірська вул..
- Глинського вул..
- Гонти вул..
- Горького вул..
- Горького провул..
- Гоголя вул..
- Грецька вул..
- Грушевського М. вул..

### Д
- Дачна вул..
- Дністровська вул..
- Дорошенка П. вул..

### З
- Заводська вул..
- Завойського вул..
- Зарічна вул..

### К
- Карбишева вул..
- Кармелюка вул..
- Карпівська вул..
- Київська вул..
- Комарова вул..
- Котовського вул..
- Коцюбинського вул..
- Коцюбинського 1-й провул..
- Коцюбинського 2-й провул..
- Кутузова вул..

### М
- Матросова вул..

### Н
- Незалежності провул.
- Незалежності просп.

### О
- Озаринецька вул..
- Олени Пчілки вул..
- Олени Пчілки провул..
- Осипенко вул..

### П
- Парасківська вул..
- Парасківський провул..
- Паризької Комуни вул..
- Покровська вул..
- Полтавська вул..
- Полтавський провул..
- Пушкіна провул..
- Пушкінська вул..

### Р
- Радгоспна вул..
- Ракова Шийка вул..
- Ринкова вул..
- Руданського вул..

### С
- Сагайдачного вул..
- Сагайдачного провул..
- Садова вул..
- Соборна пл..
- Спортивна вул..
- Стависька вул..
- Старицького вул..
- Столярна вул..
- Строкача вул..
- Стуса вул..
- Суворова вул..

### Т
- Текстильна вул..
- Тельнюка вул..
- Тропініна вул..
- Тропініна провул..
- Тугушова вул..

### Ф
- Фізкультурна вул..
- Франка І. вул..

### Х
- Хмельницького Б. вул..
- Хмельницького Б. провул.

### Ч
- Чапаєва вул..
- Чкалова вул..

### Ш
- Шаргородський 1-й провул..
- Шаргородський 2-й провул..
- Шевченка вул..
- Шевченка пл..
- Шевченка провул..
- Шкільний провул.
- Шолом-Алейхема вул..

### Щ
- Щорса вул..

## Джерело
- Державна служба геодезії, картографії та кадастру. Державне науково-виробниче підприємство «Картографія». Цикл карт Обличчя Міста — видання 2010 р